# Karl von Voß
Karl von Voß (* 11. Mai 1726 in der Grafschaft Mark; † 20. Juni 1804 in Quedlinburg) war ein preußischer Generalmajor, Chef des Infanterieregiments Nr. 11 und Ritter des Pour le Mérite.

## Leben

### Herkunft
Karl war der Sohn von Moritz Leopold von Voß aus der Grafschaft Mark und dessen Ehefrau, einer von Schneid.

### Militärkarriere
Voß ging 1745 in preußische Dienste und kam zum Infanterieregiment „Neuwied“ Nr. 41. Dort wurde er am 19. Januar 1747 Fähnrich und am 2. März 1752 Sekondeleutnant. Als solcher nahm er während des Siebenjährigen Krieges an den Kämpfen bei Prag, Kolin, Kunersdorf, Liegnitz, Torgau, Reichenbach und Hof sowie der Belagerung von Dresden teil. Im Kriegsverlauf wurde Voß zwischenzeitlich am 22. Oktober 1757 zum Premierleutnant, am 26. Mai 1760 zum Stabskapitän sowie am 29. November 1760 zum Kapitän befördert und zum Kompaniechef ernannt. Auch wurde Voß mehrfach verwundet. Bei Kolin traf ihn eine Musketenkugel am Kopf und bei der Belagerung von Olmütz wurde er in den Arm geschossen.
Nach dem Krieg erfolgte am 2. Februar 1767 seine Beförderung zum Major und am 20. Januar 1775 zum Oberstleutnant. Er nahm mit seinem Regiment am Feldzug 1778/79 teil und wurde nach Friedensschluss am 23. Juni 1779 Oberst. Im Jahr 1783 wurde er Kommandeur des Infanterieregiments „Gillern“ Nr. 16. Am 1. März 1786 wurde er Chef des Infanterieregiments „Rothkirch“ Nr. 11 in Königsberg. Am 7. März 1786 erfolgte zudem die Ernennung zum Generalmajor.
Voß erhielt am 7. Juni 1789 erhielt durch König Friedrich Wilhelm II. bei der Revue in Klingenbeil den Orden Pour le Mérite. Im darauffolgenden Jahr wurde er vom bevorstehenden Feldzug befreit und übernahm in Vertretung des abwesenden Generalleutnants Henckel von Donnersmarck die Geschäfte als Gouverneur der Festung Königsberg. Außerdem führte er die Aufsicht über die dortigen Depotbataillone. Am 26. September 1790 dimittierte er mit einer Pension von 1000 Talern. Die Pension wurde am 23. Januar 1791 noch um 200 Taler erhöht.
Er starb am 20. Juni 1804 und wurde vier Tage später auf dem Friedhof der Sankt-Blasii-Kirche in Quedlinburg beigesetzt.

### Familie
Voß heiratete am 23. Januar 1763 in Naumburg (Saale) Wilhelmine Konstanze Friederike von Trebra (* 16. August 1739 in Braunsroda; † 22. Oktober 1826 am Kyffhäuser), die Tochter eines sächsischen
Landkammerrats. Das Paar hatte folgende Kinder:
- Karl Georg Friedrich August (* 14. Dezember 1763 in Minden; † 21. November 1823), preußischer Major und Kommandeur des Invalidenhauses in Anklam
- Ernestine Luise Henriette Christiane (* 5. Dezember 1764 in Minden) ⚭ N.N. von Bose, Hauptmann
- Ludwig Theodor (1. Januar 1767 in Minden; † 10. Februar 1807), preußischer Major im Regiment der Gardes du Corps
- Johanna Marie Elisabeth Ernestine Charlotte (* 25. Januar 1769 in Minden), Domina im Damenstift Zehdenick
- Luise Friederike Wilhelmine (* 28. November 1780 in Minden)
- Fredrike Dorothea (* 25. August 1772 in Minden) ⚭ 21. März 1798 N.N. von Werther, Major
- Marianne Karoline Philippine (* 1. Juni 1776 in Minden)
- Karl Heinrich Friedrich (* 22. März 1778 in Braunsroda), preußischer Hauptmann und Kammerherr bei Herzog von Anhalt-Bernburg
- Konstantina Charlotte Henriette (* 14. Mai 1784 in Minden)
- Charlotte Eleonore (* 23. April 1783 in Braunsberg)

Der Oberst August von Voß (* 1803; † 1864) war sein Enkel, und dessen Sohn General Albert von Voß (* 1853; † 1934) war sein Urenkel. Zu den weiteren direkten Nachfahren gehören auch der Generalleutnant Hans von Voß (* 1875; † 1966), Organisator des Feldjägerdienstes der Reichswehr, und dessen Sohn, der Widerstandskämpfer Hans-Alexander von Voss.